# 사쿠라다문 밖의 변

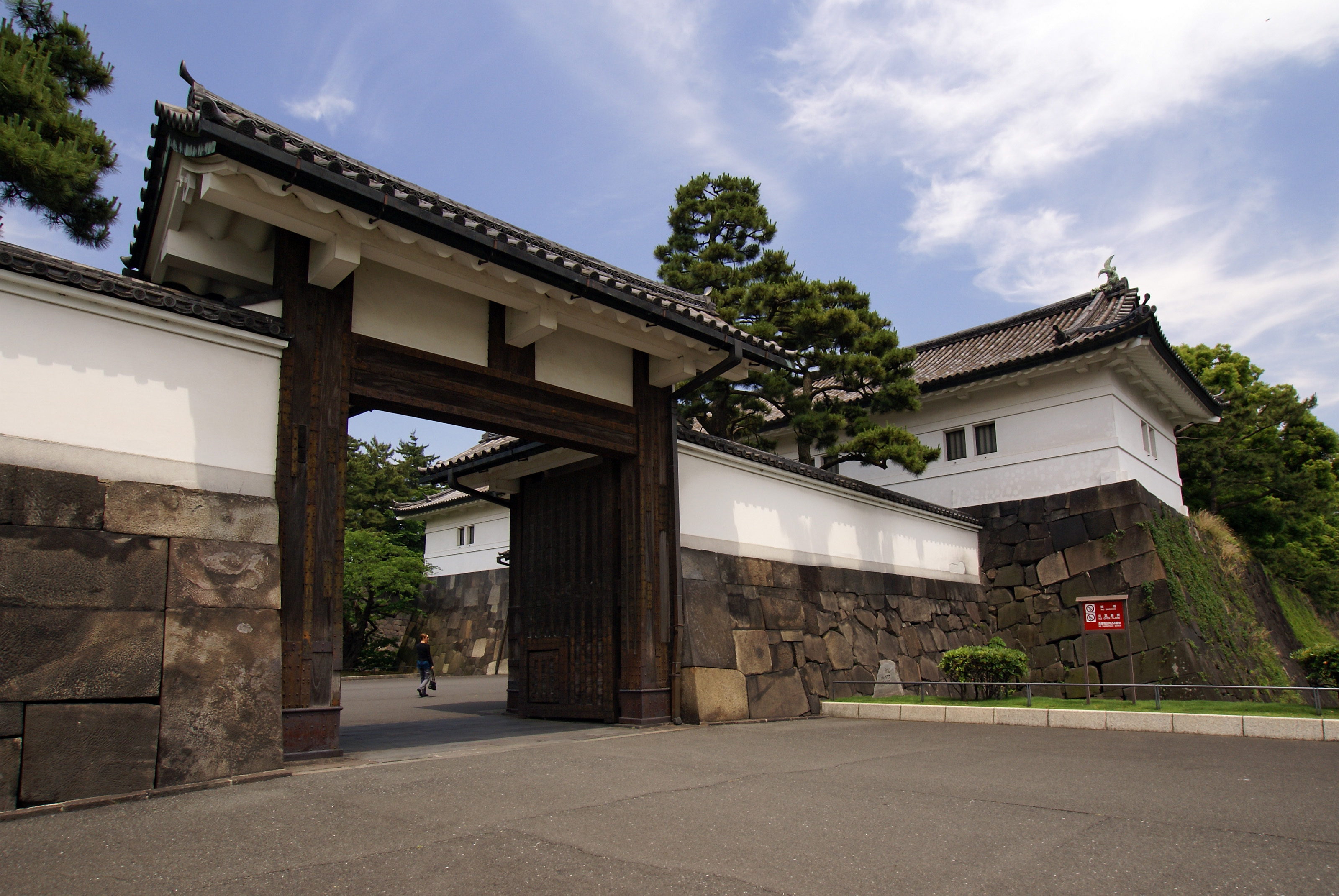
오늘 날의 사쿠라다문

사쿠라다문 밖의 변(일본어: 桜田門外の変 사쿠라다몬가이노헨[*])은 1860년 3월 24일 에도성 사쿠라다문 밖에서 미토번의 낭인 무사들, 사쓰마번을 탈번하였던 낭인 무사 한 명이 히코네번에서 속하는 다이로 이이 나오스케의 행렬을 습격하여 암살한 사건이다.

## 경위

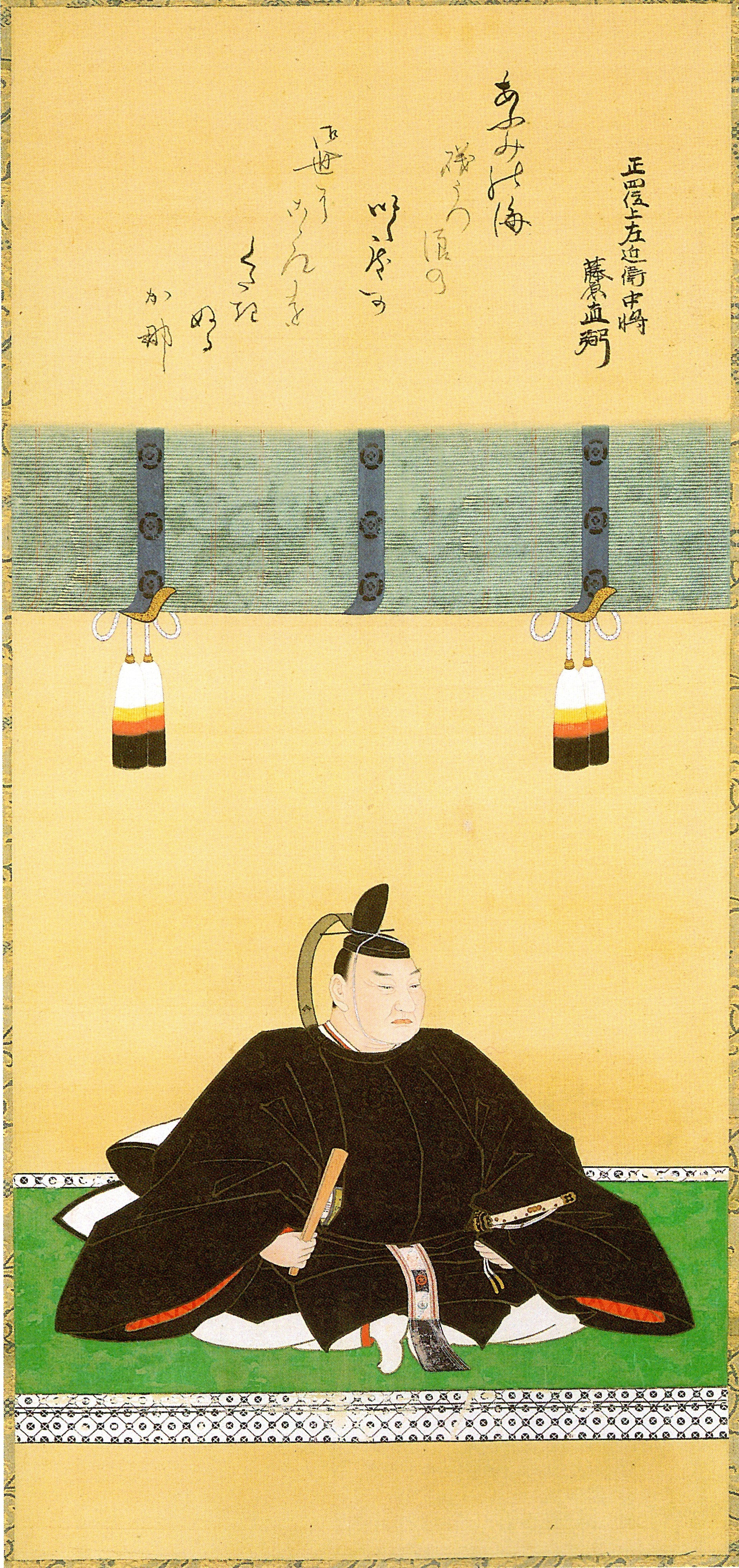
1860년, 이이 나오스케는 쇼군에게 가장 영향력 있는 중신이었다

안세이(安政) 5년(1858년) 4월, 히코네 번주(彦根藩主)로써 바쿠후의 다이로(大老)로 취임한 이이 나오스케는 쇼군 계사문제(将軍継嗣問題)와 미일수호통상조약(日米修好通商条約)의 체결이라는 두 가지 과제에 직면했다.
우선 병약한 세자(世子)로 인해 제13대 쇼군 이에사다(家定)의 후계 구도가 불투명해진 상황에서 아이즈 번주(会津藩主) ・ 마쓰다이라 가타모리(松平容保)나 다카마쓰 번주(高松藩主) ・ 마쓰다이라 요리타네(松平頼胤) 등 다마리노마즈메(溜間詰) 다이묘를 중심으로 하는 난키파(南紀派)와, 전 미토 번주(水戸藩主) 도쿠가와 나리아키(徳川斉昭)나 후쿠이 번주(福井藩主) 마쓰다이라 요시나가(松平慶永) 등 오오히로마(大広間)나 오오로카(大廊下) 다이묘를 중심으로 하는 히토쓰바시파(一橋派)가 다툼을 벌인 쇼군 계사문제였다. 가에이(嘉永) 6년(1853년)에 벌어진 이른바 '흑선 내항'(黒船来航) 등 대외 위기를 내세운 히토쓰바시파는 영명하다 알려져 있던 당시 21세의 히토쓰바시 요시노부(一橋慶喜)를 밀고 있었는데 여기에 대해서 난키파는 이에사다의 사촌동생으로 당시 12세였던 기슈 번주(紀州藩主) 도쿠가와 요시토미(徳川慶福)를 지지하여, 결국 요시토미가 이에사다의 양자가 되어 쇼군을 잇게 되었다. 이는 혈연을 중시하던 관례와 현직 쇼군 이에사다의 속뜻에 따르고, 나오스케를 다이로로 추천했던 난키파를 만족시켰지만, 이는 '시절이 시절이니만큼 다음 쇼군은 연장자였으면 한다'는 조정의 뜻에 반하는 것이었다.
또 한 가지 현안이었던 미국과의 수호통상조약 체결에 대해서는 고메이 천황(孝明天皇)의 칙허도 받지 않은 상태로 양이파의 반대론이 세를 얻어가고 있었다. 나오스케는 기본적으로는 칙허 없는 조약 체결에 반대했지만, '어쩔 수 없는 경우' 조인해도 되지 않겠느냐는 시모다부교(下田奉行) 이노우에 기요나오(井上清直)의 물음에, 그 무렵에는 '어쩔 수 없겠다'라며 허가했다. 그리고 조기 체결 요구도 강해지는 도중 기요나오 등은 6월 19일 칙허를 얻지 않은 채로 미일수호통상조약을 비롯한 안세이 5개국 조약(安政の五ヶ国条約)의 조인까지 단행했다. 애초에 일본의 '쇄국'(鎖国)이 조정의 의사와는 관계없이 시작되었던 것이니 관례상 조약 체결에 칙허는 꼭 필요한 것이 아니지 않느냐는, 즉 외교를 봉쇄하는 것(쇄국)도 조정의 뜻을 물어서 행한 게 아니었으니 그것을 다시 푸는 것(즉 개국)도 굳이 조정의 뜻을 물을 필요가 없다는 논리였다.
6월 22일에 여러 다이묘들에게 조약 체결이 공표되었다. 그 다음날이 고산쿄(御三卿)들이 쇼군을 공식적으로 면회하는 날이었으므로 히토쓰바시 요시노부가 에도 성으로 들어가, '조약 체결은 위칙(違勅)'이라며 나오스케를 힐문했다. 나아가 24일에 전 미토 번주 나리아키를 위시해 나리아키의 장남인 현 미토 번주 요시아쓰(慶篤), 히토쓰바시파인 오와리 번주(尾張藩主) 도쿠가와 요시카쓰(徳川慶勝), 후쿠이 번주(福井藩主) 마쓰다이라 요시나가(松平慶永)가 규칙에 벗어난 불시 등성(登城)을 행해, 칙허 없는 조약 체결을 위칙이라고 비난하였다. 나오스케는 요시나가 한 사람만 신분이 다르다며 그를 별실로 옮겨 기세를 꺾고 다른 제후(다이묘)들의 힐문에 대한 저자세의 유감 의사 표시만 되풀이했다. 25일, 요시토미가 쇼군 요시사다의 양자가 되었음이 발표되었다. 7월 5일에는 요시사다의 명으로 앞서 규칙에 정해지지 않은 에도 성 입성을 행한 히토쓰바시파 제후들에 대한 처분이 내려졌다. 그 직후인 6일에 이에사다가 사망했고, 요시토미가 뒤를 이어 14대 쇼군이 되었고 이름을 이에모치(家茂)라 하였다.
히토쓰바시파는 에도 성안에서의 활동을 제한당했지만, 히토쓰바시파에 속해 있던 사쓰마(薩摩) 번주 시마즈 나리아키라(島津斉彬)는 미리 번사(藩士)인 사이고 다카모리(西郷隆盛)를 교토로 보내어 내칙 강하 운동(内勅降下運動)을 행하고 있었고, 나리아키라 자신은 사쓰마 번 병사 5천 명(일설에는 3천 명)을 거느리고 항의를 위해 교토로 상경할 계획을 세웠다. 하지만 7월 16일에 나리아키라는 사망한다.
천황의 칙허가 없는 조약 조인이나 나리아키, 슌가쿠에 대한 배척은 양이론 지지 경향이 강했던 교토의 구게(公家)들에게도 전해졌고, 고메이 천황도 바쿠후의 행위에 대해 분개하였다. 고메이 천황은 그 해 8월 막정(幕政)의 쇄신과 다이묘들의 결속을 설한 밀지(密旨)인 이른바 무오밀칙(戊午の密勅)를 미토 번에 내렸다. 또한 바쿠후 지지파로 여겨지던 간파쿠(関白) ・ 구조 히사타다(九条尚忠)의 나이란(内覧)을 해임하여 조정에서 멀리하게 하였다.  미토 번은 밀지의 사본을 웅번(雄藩)에 회송하는 형태로 여기에 첨서(添書)로 지시를 받게 하였는데, 미토 번 안에서 온건파와 강경파 사이의 항쟁이 격화되면서 회송이 이루어지지 못하였다. 대신 양이파 구게들을 통해서 그 구게들이 자신들과 연척 관계가 있는 다이묘들에게 고메이 천황의 밀지를 회람하게 하는 식으로 전달되기는 했지만, 당시 바쿠후의 권위가 건재한 상태에서 다이묘들은 사태에 관여하기를 두려워하고 상대해 주지 않았다. 하지만 일본에서 교토 조정이 에도 바쿠후를 거치지 않고 다이묘에게 직접 지령을 내리는 사태는 에도 바쿠후 개창 이래 전대미문의 사태였고, 바쿠후 각료들은 당황할 수밖에 없었다.
이이 나오스케는 '무오년의 밀지란 것은 주상의 뜻이 아니라 미토 번의 음모'라며 반론자들에 대한 철저한 탄압을 결심하였다. 우선 로주(老中)로 재임된 마나베 아키카쓰(間部詮勝)를 교토로 보내 새로운 교토 쇼시다이(京都所司代)로 임명한 사카이 다다요시(酒井忠義)에게 이를 보좌하게 하였다. 마나베는 교토에 도착한 당일에 밀칙의 주모자로써 미토 번의 교토 유수거역(留守居役) 우가이 기치자에몬(鵜飼吉左衛門)과 그 아들 고키치(幸吉)에게 교토 니시마치부교쇼(西町奉行所)로 출두할 것을 명하여 그들을 포박하고, 조정에 대해서는 태도를 선명히 하지 않은 채 와병중이라고 칭하고 입궐을 연기하였다. 또한 나가노 슈젠(長野主膳)이나 시마다 사콘(島田左近)과 매일 협의하였다. 이는 지난 해 입경하자마자 입궐해 조약 칙허를 얻어내는데 실패한 로주 홋타 마사요시(堀田正睦)의 전철을 밟지 않기 위한 것으로 충분한 준비를 도모하며 신중하게 행동하기 위한 것이 었다. 아키카쓰는 나오스케의 지시를 받아 히토쓰바시파 등과의 관계가 깊던 구교(公卿)의 게닌(家人)들을 포박해 처형했고, 일본 전국에도 민간의 지사(志士)들을 비롯한 바쿠후의 정치를 비판하는 정치운동에 관련된 번사들을 체포하게 하였다. 안세이 대옥(安政の大獄)이다.
한편으로 무오밀칙이 천황의 칙허를 거치지 않은 미일수호통상조약이 한 원인이었다고는 하지만, 고메이 천황은 머지않아 이른바 '쇄국'으로 복귀한다는 조건을 걸면서 조약 조인이 다급한 조치였다고 해명한 나오스케의 변명에 대해서 어느 정도 이해한다는 태도를 은근히 비쳤다. 교토 조정 안에서도 '공무일화'(公武一和)를 위한 바쿠후의 행동들을 인정하며 바쿠후에 비판적인 일파들의 목소리도 한풀 꺾였다. 그러나 이때 조정에서의 절충을 맡은 마나베 아키카쓰가 '수호통상조약 체결은 다시 양이에 나설 준비단계'라고 설명하는 바람에 바쿠후는 이 내용을 공표하는 것에 고심하였다. 다른 한편으로 나오스케에 의한 숙청 대상은 날이 갈수록 늘어났고, 왕족이나 귀족, 조정의 고위 대신(大臣)에 승려, 각 지방의 번주, 막부에 출사한 막신(幕臣)에 관직 없는 로닌(浪人), 학자(学者), 묘슈(名主), 조닌(町人)까지 그 대상이 되는 계급도 다양해져서 최종적으로 안세이 대옥에 연루되어 죄를 받은 자, 또는 사회적으로 실각하고 해를 입은 자는 백 명 이상을 헤아리게 된다.
미토에서는 고메이 천황의 밀지에 대한 대응을 놓고 번의 의론이 크게 갈려 분분했다. 앞서 반납을 저지하는 파벌의 번사들은 밀지가 내려진 안세이 5년 9월에 미토 가도(街道)의 본진(本陣)인 고가네주쿠(小金宿)에 결집했고, 무장한 농민 부대까지 여기에 가세했다(제1차 고가네 둔집). 이 둔집이 수습될 듯하던 참에 딱 이이 나오스케에 대한 안세이 대옥이 본격화되었고, 교토에서 밀지와 관련된 우가이 기치자에몬(鵜飼吉左衛門) 부자 등이 구금되었다. 이윽고 에도에서도 가로(家老) 아지마 다테와키(安島帯刀) 등 미토 번 개혁파 중진들이 구금되자 이에 반발한 미토의 토민들은 안세이 6년(1859년) 5월에 다시금 고가네주쿠에 둔집했다(제2차 고가네 둔집). 한편 미토 번사 가네코 마고지로(金子孫二郎)는 다카하시 다이치로(高橋多一郎)와 짜고 세키 데쓰노스케(関鉄之助), 야노 조쿠로(矢野長九郎), 스미야 도라노스케(住谷寅之介) 등을 서쪽으로 향하게 해서 밀지의 사본을 여러 번들에 회달시키도록 했다. 그들은 일본 서남부의 웅번들과 연합을 시도했고, 몇 달에 걸쳐서 여러 번들을 돌아다녔다. 또한 고도칸(弘道館) 관내의 가시마 신사(鹿島神社)의 신관(神官) 사이토 겐모쓰(斎藤監物)도 신관 세 사람을 사이고쿠로 향하게 하고 여러 구니의 신관직에 있는 사람들에게 밀지 사본을 회람하게 하였다.
8월 27일 밤, 미토 번 관계자들에 대한 처형이 집행되었다. 미토의 가로인 아지마 다테와키(安嶋帯刀)는 할복, 오쿠유히쓰(奥祐筆)직의 지노네 이요노스케(茅根伊予之介)와 미토 번 교토 유수거직 우가이 기치자에몬은 참수, 교토 유수거직 조역인 우가키 고키치(기치자에몬의 아들)은 고쿠몬(獄門)에 처해지는 등, 고산케(御三家)의 가로격 중진들에 대한 처분 치고는 이례적이라고 할 가혹한 처분이었다. 또한 전 미토 번주 도쿠가와 나리아키는 미토에 영구칩거 처분되었다. 나아가 바쿠후의 정치에서 무오밀지의 조정에 대한 반환이 요구되었고, 주군인 나리아키의 영구칩거 처분 해제를 위해 미토 번은 바쿠후에 대한 공순을 보이지 않으면 안 되게 되었다. 그러나 밀지 반납을 극구 반대하는 입장에 선 번사들의 세력도 수그러들지 않았고, 미토는 교착 지경에 빠졌다. 바쿠후는 천황이 미토 번에 대해 스스로 밀지를 반환토록 촉구하는 내용의 칙명 초안을 만들고 이에 대한 천황의 동의를 얻자는 방침으로 전환했고, 12월에 미토 번주 도쿠가와 요시아쓰(徳川慶篤)에게 밀지 반납을 명하는 조지(朝旨)가 전달되었다. 미토 번청(藩庁)에서는 나리아키 ・ 요시아쓰 사이의 협의에 의해 반납론이 주류가 되고 있었지만, 밀지 반납을 저지하는 운동은 더욱 격화되어갔다. 밀지 반납을 반대하는 파벌들은 몰래 밀지가 빼돌려질 것을 우려하고 미토 경계에 위치한 나가오카(長岡)에 모여서 미토 가도를 틀어막아 버렸다(나가오카 둔집). 안세이 7년(1860년) 1월 15일, 바쿠후에서는 에도로 온 미토 번주 요시아쓰에게 거듭 밀지 반납을 재촉했고, 1월 25일을 기한으로 혹여라도 지체될 경우 위칙(違勅), 즉 어명 불복이라는 죄를 물어 미토 번을 개역시켜 버리겠다는 가능성까지 드러냈다. 요시아쓰는 반납에 긍정적이었지만 미토 번내에서의 반납 반대론자들의 세는 완강했고, 바쿠후에 유예 신청만을 되풀이할 뿐이었다.
미토에서 영구 칩거 상태에 있던 전 번주 나리아키는 사태가 악화되는 것을 염려하다 밀지를 미토 성(水戸城) 안에 있는 조묘(祖廟)에 봉납하게 하고, 이어 미토에서 6리(약 23.56km) 북쪽에 위치한 즈이류 산(瑞龍山)으로 옮겼다. 즈이류 산에는 초대 요리후사(賴房) 이래 미토 역대 번주들의 사당이 위치해 있었다. 2월 14일 반납 용인론자였던 번사 히사기 나오지로(久木直次郎)가 에도로 가던 도중에 밤중에 누군가에 의해 습격을 당했다. 또한 2월 18일에는 미토 성하(城下)의 혼소교(魂消橋)에서 반납 반대파 번사와 용이파 번병(藩屏)들이 충돌해 부상자가 나왔으며, 미토 성하는 떠들썩해졌다. 2월 24일, 미토 번사 사이토 유지로(斎藤留次郎)가 미토 성의 오오히로마(大広間)에서 할복자살하자 반납은 연기되었다. 나가오카 둔집은 미토 번 상층부로부터의 공작으로 회유되고, 둔집 활동을 주도한 주요 인물 일부가 훗날 나오스케 암살 계획을 위해 에도로 가서 지하에서 잠행하게 되면서 해산되었다.
한편 그전부터 존양(尊攘) 과격파 번사 다카하시 다이치로나 가네코 마고지로 등과 사쓰마 번의 사이후구미(在府組) 아리무라 지자에몬(有村次左衛門) 등은 각자 쌍방의 번에 출사한 구사카베 이소지(日下部伊三治, 안세이 대옥으로 옥사했다)를 중개로 결합을 유지하고 있었다. 이 미토 번사에게 사쓰마 번사가 가세한 양이 과격파는 에도에서의 이이 대로에 뎨한 습격과 시기를 같이하여, 사쓰마 번사 시마즈 나리아키라가 병사를 거느리고 상경해서 천황의 칙허를 얻어내 이를 가지고 바쿠후의 정치를 시정케 하고자 하였었다. 그러나 사쓰마 번에서는 나리아키라 및 나리오키(斉興) 사후 실권을 쥐게 된 시마즈 히사미쓰(島津久光)가 에도에서의 다이로 습격을 묵인하면서도 자신들의 직접 관여를 억제하는 방침을 취하였다. 히사미쓰의 아들인 번주 시마즈 시게히사(島津茂久)가 직서로 지사들의 「정충」(精忠)을 칭찬하는 동시에 훗날을 기하여 탈번 돌출행동을 단념케 하도록 설유하는 이례적인 대응을 보여 양이 격파들을 진정시켰다. 이로 해서 병사를 거느리고 상경하겠다는 계획은 꺾였다. 그러나 사쓰마 번에서 존양 급진파들은 미토 번사들에게 이 일을 알리지 않았다.
그러나 바쿠후 정치의 시정을 위해서는 대로 이이 나오스케의 배제를 빼놓을 수 없다고 생각한 급진 존왕양이파 미토 번사들은 단독으로라도 실행할 방침을 굳혔고, 나오스케 암살 계획의 준비를 진행하게 된다.

## 잠복기
안세이 6년(1859년)부터 미토 번사 다카하시 다이치로, 가네코 마고지로를 중심으로 나오스케 습격과 사쓰마 번병 상경 계획이 도모되었다. 안세이 7년(1860년)에 들어 바쿠후로부터의 밀지 반납 압박이 강해지게 되면서 계획은 구체화되었다. 다카하시 다이치로는 교토에서 사쓰마 번병들의 거병(실제로 실행되지는 않았지만)과의 조정과 지휘를, 가네코 마고지로는 에도에서 나오스케 습격 계획의 입안과 지휘를 맡기로 했다.
습격에 관계된 사람들 가운데 구니모토 거주자의 에도 입성은 앞서 에도에 들어가 있던 사람, 몇 명이서 데리고 에도로 입성한 사람, 단독으로 온 사람 등으로 다양한데, 대략 안세이 7년 2월 중에 에도에 들어갔다.
계획의 주모자인 미토 번사 가네코 마고지로는 2월 18일 밤에 적남인 유지로(勇次郎)나 같은 번의 번사 이나다 주조(稲田重蔵), 사토 데쓰지로(佐藤鉄三郎), 이이무라 세이스케(飯村誠介) 등을 데리고 미토를 출발해 에도로 향하였다. 그날 미토 번청이 가네코 마고지로와 다카하시 다이치로, 세키 데쓰노스케 등에 대한 소환 명령을 내렸고, 미토 번사들로 나가오카 둔집에 가담했던 자들이 이를 듣고 분격해 20여 명 정도가 일거에 미토로 쳐들어갔다. 미토 번에서도 병사 수백 명을 내었고, 미토 곤야 정(紺屋町)에서 나가오카 세력과 충돌이 벌어졌고, 서로 죽고 죽이는 참극으로 번졌다. 이때 하야시 주자에몬(林忠左衛門)을 시작으로 나가오카 세력에서도 2, 3명의 부상자가 발생하였다. 마고지로 등은 가사마(笠間)、유키(結城), 고가(古河)를 지나 소카(草加)에서 오지(王子)로 해서 25일, 에도에 도착했다. 26일에 사쓰마 번사 아리무라 유스케(有村雄助) ・ 지자에몬(次左衛門) 형제의 계획으로 미타(三田) ・ 사쓰마 저택으로 옮겨 모의를 거듭하였다. 이 저택은 에도에 있던 사쓰마 번의 사이후구미(在府組)가 사쓰마로 돌아가 있느라 비어 있는 상태였다.
미토 번사 세키 데쓰노스케에게도 2월 18일에 미토 번의 소환장이 나왔다. 하지만 세키는 이미 이보다 앞서 자택을 빠져나와 에도로 간 상태였다. 세키가 에도에 들어 온 것은 19일의 일이다. 세키는 미토에 자신의 처자를 두고 에도의 예기(芸妓) ・ 다쓰모토 이노(滝本いの)와 통정하고 있었고, 교바시 기타마키 정(京橋北槇町)에 있던 다쓰모토의 집에서 기숙하였다.
바쿠후의 경계가 엄중해졌음을 알고 그들은 한 곳에 다수가 몰려 묵는 것은 자칫 의심을 살 수 있다고 예상하고 숙박하는 번사들의 편성을 바꾸느라 애를 먹었다. 가이고 사키노스케(海後嵯磯之介)는 에도에 도착하고 이틀 뒤에 시나가와(品川)로 숙소를 옮겼다. 세키 데쓰노스케는 아마쿠사(浅草), 요시와라(吉原), 교바시(京橋)로 전전했다. 이렇게까지 했음에도 불구하고 그들은 서로가 마치부교(町奉行)의 눈을 피하느라 고생해야 했다.
사쓰마 저택에서는 가네코 마고지로 등과 아리무라 형제가 의논을 거듭하고 있었다. 우선 그들은 미토 ・ 사쓰마에서 대량 참가자는 나오기 어려울 것을 재확인하고, 당초 예정했던 습격 기일을 연기했다. 표적은 후보로 거론되어 있던 이이 나오스케 측근의 로주(老中)로 무쓰 이와키다이라 번(陸奥磐城平藩)의 번주 안도 노부유키(安藤信睦, 나중에 노부마사信正로 이름을 고쳤다)나 같은 다마리노마즈메(溜間詰)인 사누키 다카마쓰 번(讃岐高松藩)의 번주 마쓰다이라 요리타네(松平頼胤)를 제외하고 나오스케 한 사람으로 후보를 좁혔다.
3월 1일 가네코 마고지로는 니혼바시(日本橋) 서쪽 강둑의 야마자키야(山崎屋)에, 세키 데쓰노스케나 사이토 겐모쓰, 이나다 주조, 사토 데쓰사부로(佐藤鉄三郎), 사쓰마 번사 아리무라 유스케, 그리고 사쓰마 번과의 연락역을 맡고 있던 미토 번사 기무라 곤노에몬(木村権之衛門)을 불러, 거행 날짜를 3월 3일로 정하고 습격은 에도 성으로 가는 이이 나오스케를 사쿠라다 문(桜田門) 밖에서 습격한다, 로 최종 결단을 행했다. 그밖에 가네코는 무감(武鑑)을 얻어 4, 5명을 한 조로 해서 서로 연계할 것, 먼저 행차의 선공(先供, 선두)을 쳐서 가마꾼(駕籠脇)이 당황해 있는 상태로 다이로(이이 나오스케)를 칠 것, 다이로의 수급을 거둘 것, 부상자는 할복하든지 각로(閣老)에게 자수할 것, 그 밖의 사람들에게 사쓰마 번과 다음 거병 계획을 위해 약속한 대로 교토로 갈 것, 으로 정하였다. 또한 가능한 한 살아 남아서 다음 기회를 노릴 것, 이라고 합의하였다. 나아가 이때 습격 역할과 돌격대의 배치도 정하였다. 가네코는 전체 통솔, 세키는 현장 지휘를 맡아서 돌격대에 가담하지 않고 모두의 감독역을 맡았고, 미토 번사 오카베 산주로(岡部三十郎)와 하타 야헤이(畑弥平)는 결말을 끝까지 다 지켜본 뒤에 다마가와의 가와사키야(川崎屋)에 대기하고 있는 가네코에 대해 결과를 보고하는 임무를 맡았다. 돌격대 배치는 나오스케의 저택으로 향해서 우익 즉 에도 에도 성의 해자에 면해 있는 쪽에 신관 가이고 사키노스케(海後嵯磯之介)나 미토 번사 히라오카 네노지로(広岡子之次郎), 모리야마 시게노스케(森山繁之介), 이나다 주조, 사노 다케노스케(佐野竹之介), 오오세키 와시치로(大関和七郎)가 맡고, 좌익 즉 분고 기쓰키 번(豊後杵築藩, 번주 마쓰다이라 지카요시) 번저 쪽으로 미토 번사 야마구치 다쓰노스케(山口辰之介), 스기야마 야이치로(杉山弥一郎), 마치코 긴파치(増子金八), 구로사와 주자부로(黒沢忠三郎), 사쓰마 번사 아리무라 지자에몬으로 하였다. 후위에 신관 고이부치 가나메(鯉淵要人)과 미토 번사 하스다 이치고로(蓮田一五郎), 히로키 마쓰노스케(広木松之介)를 배치하고 전위에는 미토 번사 모리 고로쿠로(森五六郎)가 배치되었다.
이나다 주조는 당초 가네코에게 교토로 동행할 것을 명했으나 본인의 희망으로 고사하고 습격에 참가하였다. 또한 신관 사이토 겐모쓰는 습격에 직접 가담하지 않고 사변 후에 일동을 모아, 연명으로 『참간취의서』(斬奸趣意書)를 적절하게 번저에 제출하는 역할을 맡았다.
3월 2일 저녁, 여관 시나가와주쿠(品川宿) 사가미야(相模屋)에서 결별의 술자리가 열렸다. 이날 밤 참석자는 습격 참가자 18명을 포함해서 19명이었다. 각자의 면면이 한 자리에 모인 것은 이때가 처음이었고, 동시에 마지막이었다. 습격 기일이 마침내 다음날로 정해진 가운데 일동 면면은 거듭 거사의 성공을 기원하면서 술잔을 기울였다. 또한 각자 '자신이 속한 번에 누를 끼치지 말자'며 그 날 밤 날이 밝을 때까지 번사며 신관들은 각자의 신분에 맞춰서 제적원(除籍願)을 제출하였다.

## 습격

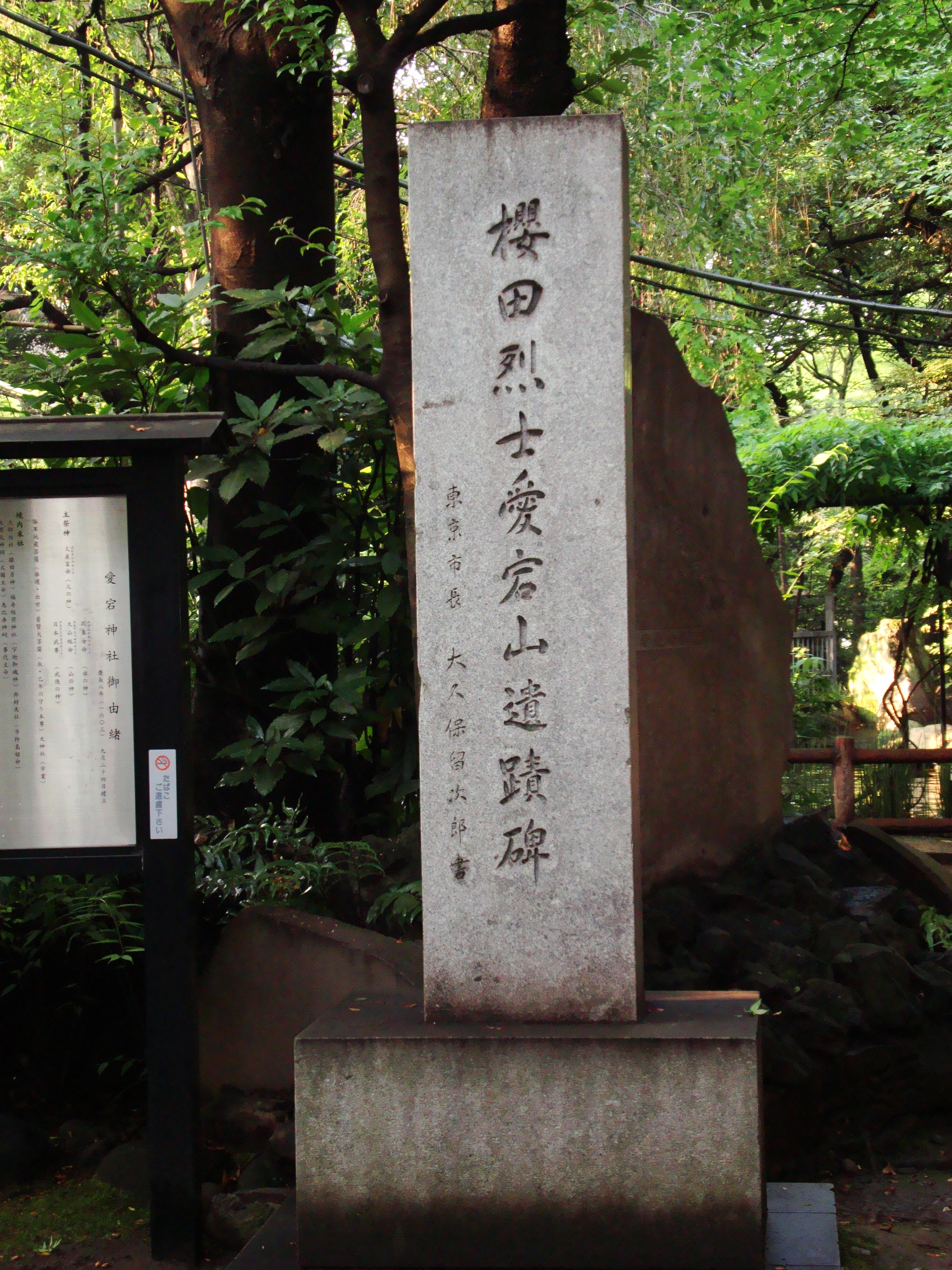
미토 번사들이 집합했던 곳에 세워진 사쿠라다 열사 아타고 산 유적비(桜田烈士愛宕山遺蹟碑). 아타고 신사 경내에 소재하고 있다.

당일(3월 3일) 이른 아침, 미토의 낭사(전날에 제적원을 제출했으므로 더 이상 번사가 아니었다) 일행은 도카이도(東海道)의 여관 시나가와주쿠를 출발하여, 도카이도(일본 국도 15호)를 따라 나아가며 관문을 지나 후다노쓰지를 돌아 아미 고개, 신메이 고개 , 나카노 다리를 지나 사쿠라다 거리로 나와, 아타고 신사(愛宕神社)에서 기다린 뒤, 사쿠라다문 밖으로 향한다.
3월 3일은 이른 아침부터 계절에 맞지 않는 기록적인 큰 눈이 내려 주변이 온통 새하얗게 뒤덮였다. 그러나 변이 실제로 일어났던 시각에는 눈이 잦아들고 비가 섞인 진눈깨비만 내리고 있어서 아주 시야가 가렸던 것은 아니고 그나마 햇살이 비치고 있었다.
습격자 일행이 현지에 도착했을 무렵에는 이미 길에는 에도 사람들이 무감을 손에 들고 성으로 들어가는 다이묘들의 행렬을 구경하고 있었다. 이날 즉 3월 3일은 일본의 명절 가운데 하나인 히나마쓰리(雛祭り) 날이라 에도에 머무르고 있던 여러 다이묘들이 축하를 위해 에도 성으로 몰려들고 있었던 것이다. 습격자들은 《무가 연감》(武鑑)을 손에 들고 다이묘의 가마를 보는 구경꾼들과 함께 나오스케의 가마를 기다렸다.
오전 여덟 시에 에도 등성(登城)을 고하는 큰 북이 에도 성안에 울리고, 이를 신호로 여러 제후(다이묘)들이 행렬을 갖추어 사쿠라다 문을 지나갔다. 오와리 번(尾張藩)의 행렬이 군중들의 눈앞을 지나간 오전 아홉 시경 히코네 번저 가미야시키(上屋敷) 문이 열리고 이이 나오스케의 행렬이 문을 지나섰다. 히코네 번저에서 사쿠라다 문까지는 3, 4정(327~436m) 거리였다. 히코네 번의 행렬은 모두 60명 정도였다. 눈으로 시야가 나빴기에 히코네 번의 호위무사들은 비옷을 걸치고 칼의 손잡이에도 습기가 차지 않도록 자루를 씌워 놓았기 때문에 서둘러 칼을 빼기 어려워서 순간적인 요격에 대처하기 곤란했고, 그것은 습격측에 유리한 상황이었다.
더욱이 바쿠후가 수립된 이래 '에도 성 안에서 다이묘의 가마가 습격을 당한다'라는 발상 자체가 없었기 때문에 히코네 번 측의 방심을 불러왔다는 지적도 존재하는데, 애초에 이이 나오스케도 '불온한 자가 있다'는 정보는 진작에 접수받은 상태였고, 사건 당일 이른 아침에도 나오스케 자신에게 직접 경고문이 도착했지만 안 그래도 이이 나오스케 자신에 대해 '실정'(失政)이라며 비난하는 여론이 거센 와중에 행렬 경호까지 강화하게 되면 자칫 자신이 그러한 비난에 동요하고 있는 것처럼 보일 수 있다고 판단했던 이이 나오스케는 굳이 경호를 강화하지 않고 그대로 내버려 두었다. 이날 히코네 번의 측역(側役) 우쓰키 사콘(宇津木左近)은 나오스케의 가마를 전송한 뒤에 그의 책상 위에 개봉되어 있던 편지를 발견했는데 거기에는 미토의 탈번 낭사들이 습격을 기도할 것이라는 경고가 쓰여 있었고, 우쓰키가 급히 호위를 파견하려 했을 때는 이미 이이 나오스케가 참살을 당했다는 소식이 번저에 도착해 있었다. 에도 성으로 온 나오스케의 가마는 히코네 번 가미야시키 문을 나온 뒤에 우치보리 길(内堀通り)을 지나 사쿠라다 문 밖의 기쓰키 번저(杵築藩邸) 앞에 다다랐을 때, 그곳에서 습격이 시작되었다.

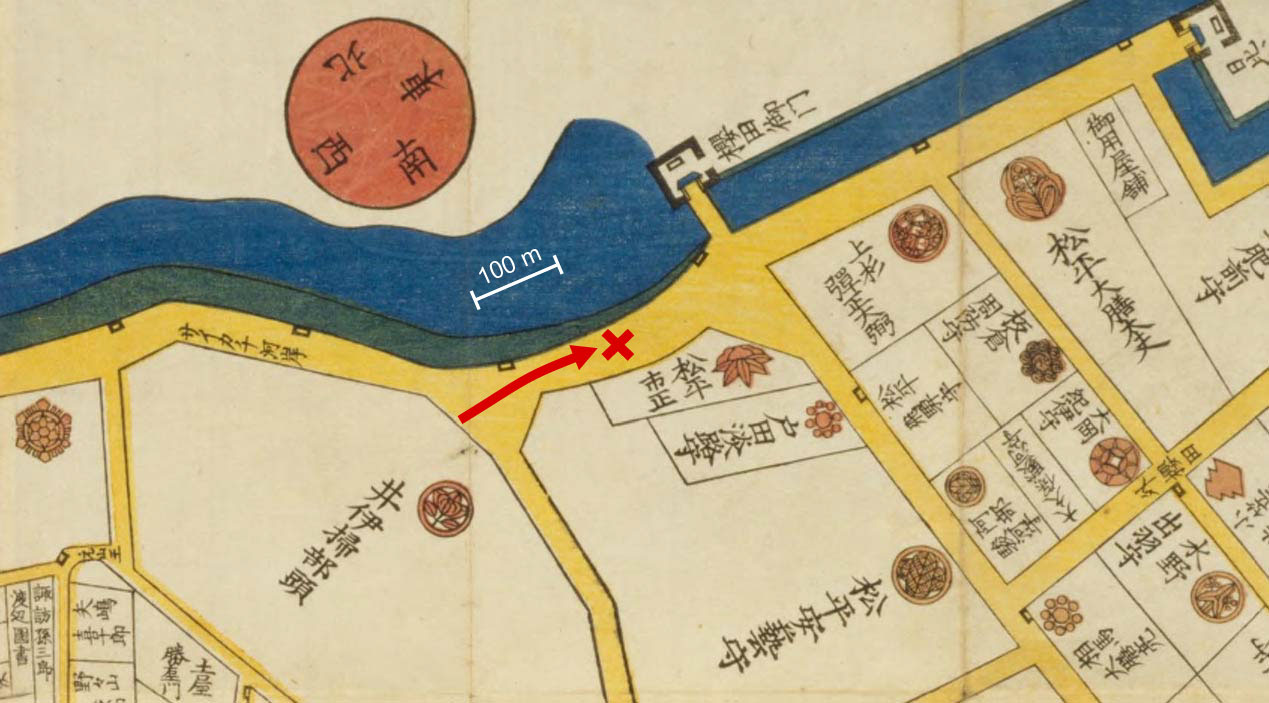
이이 나오스케의 저택과 사쿠라다 문의 위치 관계. ×표시는 습격 지점이다.

행렬의 선공이 마쓰다이라 지카요시 저택에 가까워졌을 때, 우선 전위를 맡은 미토 낭사 모리 고로쿠로가 직소(直訴)를 가장하고 행렬의 앞에 다가갔다. 히코네 번사인 구사카베 사부로에몬(日下部三郎右衛門)이 이를 제지하며 진압에 나섰고, 그때 모리가 그 자리에서 구사카베에게 칼을 휘둘렀다. 구사카베는 얼굴이 베여서 쓰러졌다. 모리가 호위들의 주위를 앞에서 끌고 있는 사이에 미토 낭사 구로사와 주자부로(세키 데쓰노스케, 또는 그 외 다수로 여러 방면에서 일제 사격을 가했다는 설도 있다)가 신호하는 피스톨을 가마에 대고 쏘았다. 이를 신호로 낭사 본대의 가마 습격이 개시되었다.
이이 나오스케는 평소 거합도를 단련해 검술에 뛰어났지만, 이 총에 맞아 허리 부분에서 대퇴까지 총상을 입어 움직일 수 없게 되었던 것으로 보인다. 습격에 놀란 가마꾼이나 인부들은 물론, 히코네 번사 대부분도 놀라서 달아나 버렸다. 열 명 정도 남은 수행 무사들이 가마를 움직여 보려고 시도하였으나 그들 역시 총격을 당하거나 낭사들의 칼에 베여 쓰러졌고, 가마는 눈 위에 방치된다. 호위를 맡은 히코네 번 무사들은 눈에 습기가 차지 않도록 칼의 손잡이에 씌워 놓았던 자루가 오히려 방해가 되어 순간적으로 칼을 뽑을 수 없어 칼집으로 저항하거나, 맨손으로 낭사들이 휘두르는 칼을 붙잡다 손가락이며 귀가 잘려 나가기까지 했다.
이렇게 방어측이 절대적으로 불리한 형세에서도 히코네 번사들도 저항을 시도했고 결과적으로 습격자들도 피해가 컸다. 이도류로 히코네 번 이외에도 이름이 알려져 있던 히코네 번 제일의 검호 가사이 주자에몬(河西忠左衛門) 만은 침착하게 비옷을 벗어 던지고 칼자루에 씌웠던 자루를 벗겨내고, 어깨띠를 걸친 채로 칼을 뽑아 가마 옆을 지키며 낭사 이나다 주조를 쓰러뜨리는 등 추가 습격을 막았다. 같이 가마 옆에 있던 젊은 검호 나가타 타로효에 마사카타(永田太郎兵衛正備) 또한 이도류로 분전하며 습격자들에게 중상을 입혔다. 그러나 중과부적으로 가사이가 칼에 베여 쓰러지고 나가타도 총상으로 전투 불능 상태가 되었다. 상황이 난투극이 되면서 습격자 측에서 당초 전투에 참가하지 않을 예정이었던 사이토 겐모쓰도 도중에 전투에 가담하였다.
더 이상 지킬 사람이 없는 가마에 낭사들은 차례로 칼을 찔러 넣었다. 우선 이나다가 칼을 꼿꼿이 세우고 가마 문으로 칼을 찔러 넣어 가마를 꿰뚫었다.
 이어서 히로오카, 가이고가 연거푸 가마에 칼을 찔러 넣었다. 그 사이 이나다는 가사이 주자에몬의 반격으로 죽었고, 가사이도 마침내 숨을 거두었다. 그리고 아리무라 지자에몬이 거칠게 가마 문을 열어젖히고 거의 빈사 상태였던 이이 나오스케의 상투를 잡아 가마로부터 끌어냈다. 나오스케는 피투성이가 된 채 거의 숨도 제대로 쉬지 못한 상태에서 무의식적으로 지면을 기어가려 했지만, 아리무라가 그 자리에서 야쿠마루 지켄류(薬丸自顕流)의 원규(캬아악 하고 원숭이처럼 기합을 지르는 소리)와 함께 칼이 이이의 목으로 떨어졌고, 이이 나오스케의 숨이 끊어졌다. 목은 한번에 베이지 않았고 세 번 정도 '공 차는 소리'가 들린 뒤에야 땅에 떨어졌다고 한다.
사변의 일부 자초지종을 처음부터 끝까지 지켜본 미토 번사 하타 야헤이는 습격 개시로부터 이이 나오스케의 목이 잘리기까지 '담배 두 개피 피울 사이'(煙草二服ばかりの間)의 짧은 시간 동안에 일어난 사건이었다고 술회하고 있다. 총격 개시부터 나오스케 암살까지 겨우 몇 분밖에 걸리지 않았던 것이다.
아리무라는 칼 끝에 나오스케의 수급을 칼끝에 찔러 꿰고 들어올리며 의기양양하게 함성을 질렀다. 이 소리에 낭사들은 계획이 성공했음을 알게 되었지만, 낭사들이 현장을 떠나려고 할 때 앞서 낭사들의 칼에 맞아서 잠시 혼절해 있던 메쓰케 조역(目付助役) 히코네 번사 오가와라 히데노죠(小河原秀之丞)가 아리무라의 고함치는 소리를 듣고 깨어나서, 주군 이이 나오스케의 목을 되찾으려고 아리무라를 추격해, 요네자와 번(米沢藩) 번저 앞에서 아리무라의 후두부를 베었다. 오가와라는 직후 미토 낭사 히로오카 네노지로(広岡子之次郎)에 의해 베여 그 자리에서 쓰러졌는데, 현장에서 가까운 기쓰키 번저의 문 너머에서 현장을 목격했던 인물의 표현에 따르면, 오가와라가 몽롱한 상태로 혼자 일어선 직후 몇몇 낭사들의 칼에 맞은 꼴은 차마 눈 뜨고 볼 수 없을 정도로 장절하고 무참했다고 한다.
이 오가와라의 일격으로 아리무라도 중상을 입어 걷기 곤란하게 되었고, 이이 나오스케의 목을 들고 도주하다 와카도시요리(若年寄)의 엔도 쓰네노리(遠藤胤統, 오미 미카미 번) 저택의 문 앞에서 자결했다. 이렇게 나오스케의 목은 엔도 집안에서 수용하게 되었다. 오가와라는 구조되어 번저에서 치료를 받았으나 결국 그날 절명했다. 오가와라는 '나 말고 몇 명이라도 자신처럼 죽음을 각오한 무사가 있었다면 결코 주군의 목을 빼앗기는 일은 없었을것'이라며 분해하는 말을 남겼다고 한다.

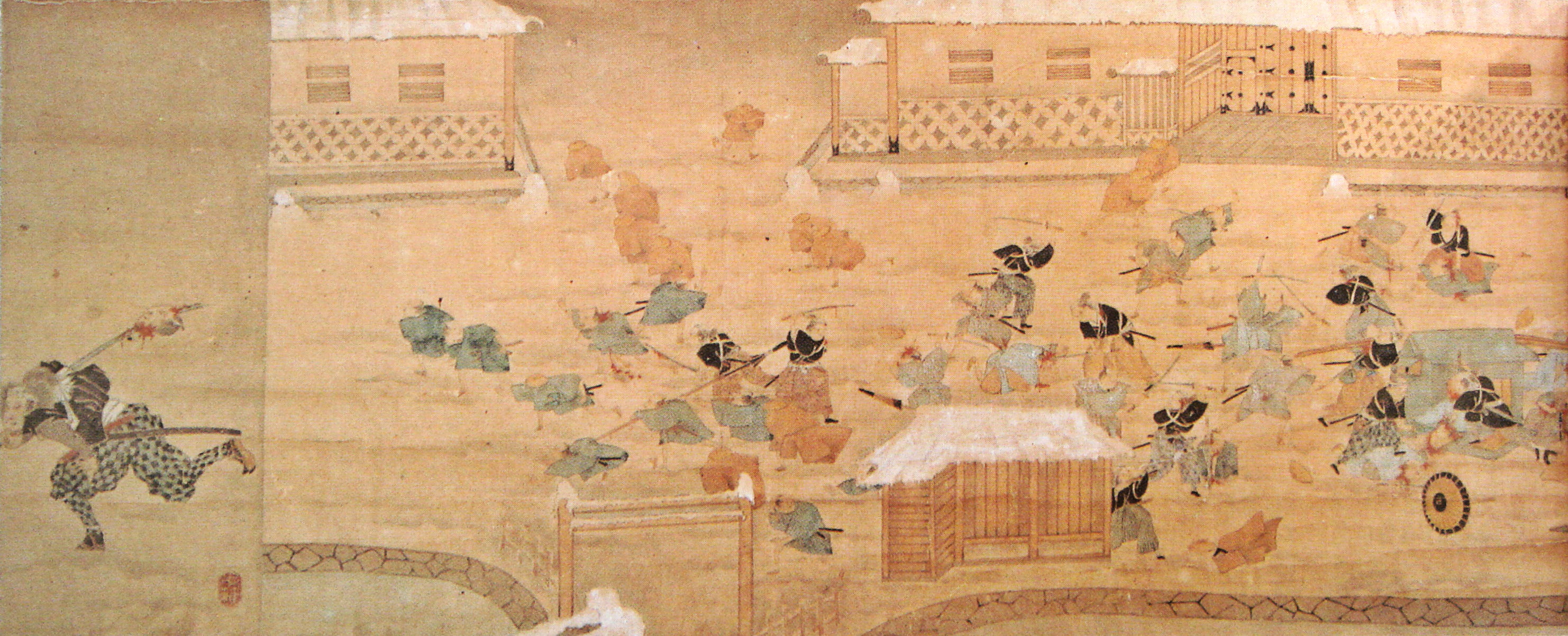
사쿠라다문 밖의 변을 묘사한 메이지 시대의 그림. 왼쪽에 이이 나오스케의 목을 칼에 꿰어 들고 도주하는 아리무라의 모습이 그려져 있다.

현장에는 낭사들 가운데 유일하게 그 자리에서 전사한 이나다 외에 여러 명의 히코네 번 사무라이들과 목이 없는 나오스케의 시체가 쓰러져 있었고, 눈은 선혈로 붉게 물들어 있었다. 습격 소식을 들은 히코네 번저에서는 곧 사람들을 보냈지만 이미 늦었고 하는 수 없이 사상자나 가마는 물론 현장에 떨어져 있던 잘린 손가락이며 귀, 팔에 피가 맺혀 있는 눈까지 회수했다. 나오스케의 머리는 앞에서 언급된 미카미 번저에 있었는데, 소재를 알아낸 히코네 번측이 반환을 요청했지만 엔도 집안에서는 "바쿠후의 검시가 아직 끝나지 않은 동안에는 넘겨 줄 수 없다"며 다섯 번이나 거절해 버렸고, 그 사자를 돌려 보냈다. 여기서 이이, 엔도, 막각이 협의한 끝에 표면상으로는 싸우다 죽은 번의 사무라이 중에서 연령과 체격이 가장 나오스케와 닮은 가타 구로타(加田九郎太)라는 자의 목이라고 속이고, 내부적으로는 '엔도 집안에서는 부상을 입은 이이 나오스케를 이이 집안으로 인도하였다'라는 형태로 사건 당일 저녁 무렵에 나오스케의 목은 이이 집안으로 송환되었다(엔도 쓰네노리는 현역 바쿠후 각료였고, 히코네와 가까운 번주이기도 했으므로 유명한 나오스케의 얼굴을 집안의 가추(家中)들도 잘 알고 있었고, 실제로는 눈치챘을 가능성이 높다). 그뒤 이이 집안에서는 '주군께서 부상을 입어 자택에서 치료 중이시다'라고 이이 나오스케의 죽음을 숨긴 채 서류를 막각에 제출했다. 나오스케의 목은 히코네 번저에서 번의(藩医) 오카지마 겐켄(岡島玄建)이 몸통과 꿰매어 붙였다.

## 사상자와 처분

### 미토 번 ・ 사쓰마 번

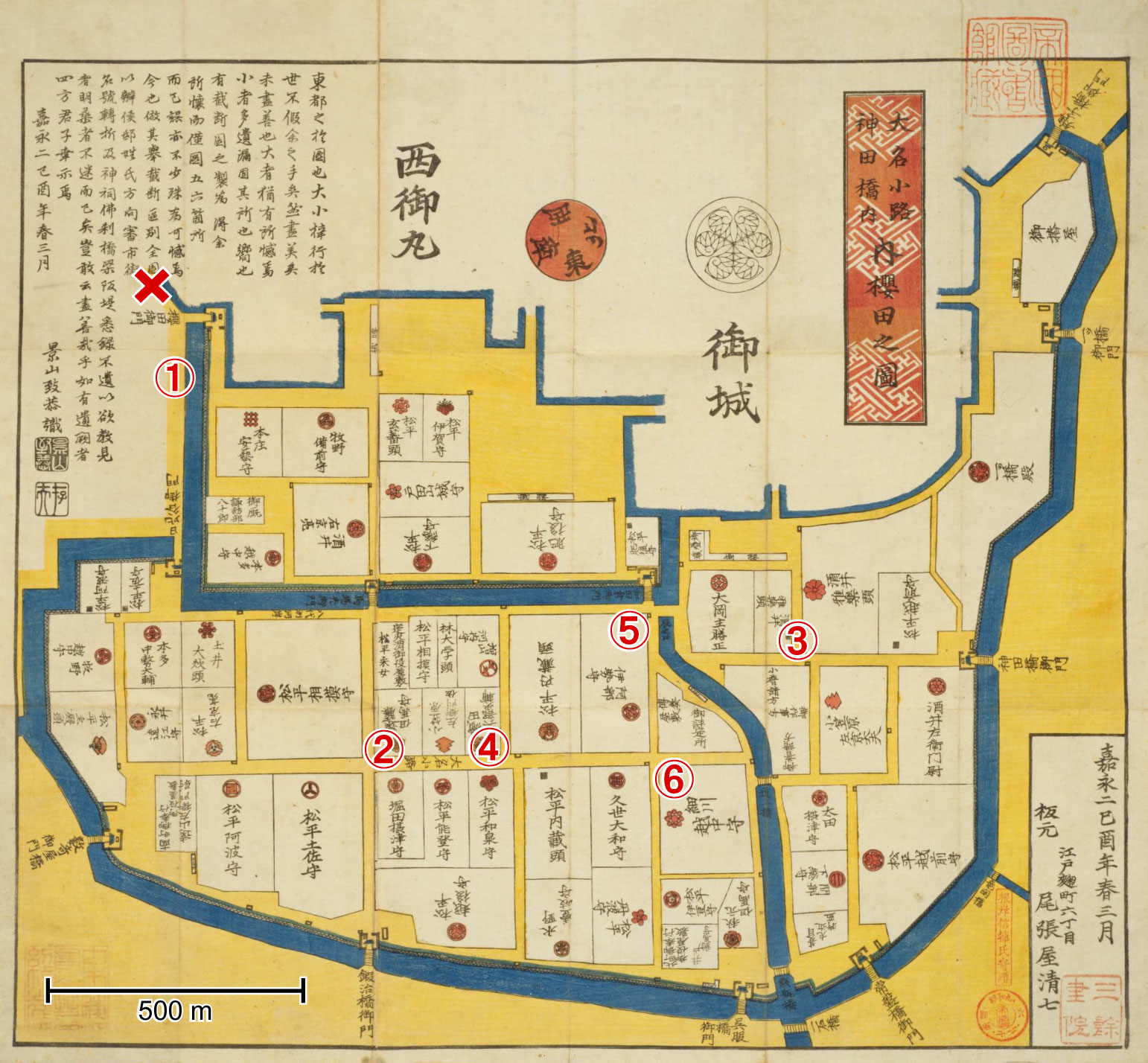
습격자들의 도주 경로 및 사망지.

습격자 가운데 맨 먼저 가마를 겨냥해 칼로 베었던 이나다 주조는 안세이 7년(1860년) 3월 3일(양력 3월 24일), 히코네 번사 가와니시 주자에몬(河西忠左衛門)에게 베여 쓰러졌고, 습격자 가운데 유일하게 전투 도중에 전사한 인물이다. 그밖의 습격자들은 나오스케의 수급을 거두어 확인한 뒤, 함께 현장을 떠나 히비야 문(日比谷門)으로 향했다. 나오스케의 목을 쳐서 수급을 거둔사쓰마 번사 아리무라 지자에몬은 나오스케의 목을 확보한 채 현장을 떠났으나, 요네자와 번 번저 앞 동쪽 모퉁이에서 추격해온 히코네 번사 오가와라 히데노죠(小河原秀之丞)에게 등 뒤에서 칼을 맞았다. 전신을 칼에 맞아 이미 처참한 상태였던 오가와라는 손에 상처를 입고 아리무라와 같은 방향으로 도주했다가 히로오카 네노지로(広岡子之次郎) 등에게 죽임을 당했다. 최후의 최후까지 중상을 입은 아리무라는 나오스케의 수급을 손에 쥔 채 어찌어찌 와다쿠라 문(和田倉門)을 빠져나왔으나, 다쓰노구치(辰ノ口)에서 힘이 다해서 엔도 다네미치(遠藤胤統, 엔도 다지마노카미遠藤但馬守)의 저택 앞에서 자결하였다. 중상을 입은 히로오카도 다쓰노구치를 지나 히메지 번(姫路藩) ・ 사카이 집안(酒井家)의 저택 바깥까지 다다라서 힘이 다하여 자결하였다. 또한 야마구치 다쓰노스케와 고이부치 가나메도 히코네 번사들의 반격으로 중상을 입었다. 야마구치와 고이부치는 와다쿠라 문까지 다다르지도 못한 채 바바세키 문(馬場先門)과 와다쿠라  사이 호숫가의 야쓰시로 강(八代洲川) 강둑에서 마스야마 가와치노카미(増山河内守)의 저택 모퉁이 오른쪽으로 꺾어져서 오다 병부소보(織田兵部少輔)의 저택 해자 근처에서 고이부치가 야마구치를 가이샤쿠하고 그 자신도 자결하였다.
사노 다케노스케(佐野竹之介) ・ 사이토 간모쓰(斎藤監物) ・구로사와 다다자부로(黒澤忠三郎) ・ 하스다 이치고로(蓮田一五郎) 네 사람은 전투로 입은 부상에도 함께 이동하여 와다쿠라 문(和田倉門) 앞에 있던 로주(老中) ・ 와키자카 야스타쿠(脇坂安宅, 와키자카 중무대보中務大輔)의 저택에 《참간취의서》(斬奸趣意書), 즉 '간신(이이 나오스케)을 벤 것에 대한 취지와 그 대의에 대한 글'을 써서 제출하여 자신들의 입장을 소명하였다. 가장 상처가 심했던 사노 다케노스케는 사건 당일 저녁에 숨을 거두었다. 네 사람은 구마모토 번(熊本藩) ・ 호소카와 가(細川家)에 다시 넘겨졌다(죽은 사노의 시신도 함께 운반되었다). 사이토 간모쓰도 중상을 입고 있었기 때문에 5일 후의 3월 8일에 숨을 거두었다. 구로사와 다다자부로도 중상이었는데 신속한 대처로 목숨은 건졌다. 구로사와는 그뒤 도미야마 번(富山藩) ・ 마에다 가(前田家)로 다시 맡겨진 뒤, 4월 21일에 미타 번(三田藩) ・ 구키 가(九鬼家)로 옮겨져 7월 12일에 구키 가에서 병사하였다. 하스다 이치고로는 호소카와 가에서 제제 번(膳所藩) ・ 혼다 가(本多家)로 넘겨졌다. 하스다에게는 그림을 그리는 재능이 있었기 때문에 호소카와 저택에서 사변의 상세한 것을 그림으로 그렸다. 취조를 마치고 분큐(文久) 원년(1861년) 7월 26일, 덴마 정(伝馬町)의 옥사(獄舎)에서 바쿠후의 관리에 의해 처형(참수)되었다.
그렇게 해서 습격 전투에 참가했던 16명 가운데 한 명이 싸우다 죽고, 네 명이 자결을 택하고, 여덟 명이 자수했다. 나머지 세 명, 즉 히로키 마쓰노스케(広木松之介) ・ 마시코 긴파치(増子金八) ・ 가이고 사키노스케(海後磋磯之介)는 큰 부상 없이 현장을 벗어났고, 전투에 참가하지 않았던 세키 데쓰노스케(関鉄之介) ・ 오카베 산주로(岡部三十郎)나 다른 협력자들과 함께 계획대로 교토로 향했다. 
그러나 바쿠후의 탐색의 손길이 뻗어나갔다. 습격 계획의 주모자인 미토의 로시(浪士) ・ 가네코 마고지로는 사쓰마의 로시 ・ 아리무라 유스케(有村雄助), 미토의 낭사 ・ 사토 데쓰사부로(佐藤鉄三郎) 등과 함께 교토로 향했으나, 도중에 3월 9일에 이세(伊勢) ・ 욧카이치 시(四日市)의 하타고(旅籠, 여관)에서 사쓰마 번병(藩兵)들에 의해 체포되었다. 가네코 마고지로와 사토 데쓰사부로는 후시미 부교쇼(伏見奉行所)로 인도되어 24일 에도로 호송되었다. 취조를 마친 뒤, 가네코는 분큐 원년(1861년) 7월 26일에 덴마 정의 옥사에서 바쿠후 관리에 의해 처형되었다. 사토는 추방되었다. 아리무라 유스케는 3월 9일에 체포된 뒤, 사건에 사쓰마 번사들이 관여했다는 것을 숨기고자 했던 번의 의사에 따라 일시 오사카(大坂)의 사쓰마 번저로 옮겨졌고, 사쓰마로 호송되었다. 3월 24일, 바쿠후의 탐색이 사쓰마까지 뻗쳐 왔고, 번명(藩命)에 의해 아리무라는 자결을 택하게 된다. 이보다 앞서 교토에 들어가 있던 미토의 로시 다카하시 다이치로, 소자에몬 부자는 3월 24일, 오사카에 있던 곳을 바쿠후에게 수색, 기습당해 시텐노지(四天王寺) 경내로 도망쳐 들어갔다가 시텐노지 역인(役人)의 저택에서 자결을 택하였다. 오사카 - 사쓰마 번 사이의 연락역이었던 미토의 로시 가와사키 마고시로(川崎孫四郎)도 3월 23일 탐색에 쫓기다 자결을 택했고, 다음날 사망하였다.
습격자 가운데 전투에는 참가하지 않고 検視見届役으로써 참가했던 오카베 산주로는 사건 뒤 세키 데쓰노스케 등과 함께 오사카로 향하였으나, 사쓰마 번이 '솔병상경'(率兵上京), 즉 병사를 거느리고 교토로 상경한다는 계획이 실현 불가능함을 알고 미토로 돌아갔고, 구시 군(久慈郡)의 부쿠로다(袋田)나 미토 성(水戸城) 아래래에 잠복하였다. 추격을 피하여 다시금 에도로 갔으나 분큐 원년(1861년) 2월, 에도 요시와라(吉原)에서 체포되어 7월 26일, 자수한 이들이나 가네코 마고지로와 함께 덴마 정의 옥사에서 바쿠후 관리에 의해 참수되었다.
습격자 가운데 한 사람인 히로키 마쓰노스케(広木松之介)는 예전 계획대로 교토로 향하였으나, 가가 국(加賀国)에서 앞으로는 바쿠후의 삼엄한 경계로 이루어지지 못했다. 히로키는 일단 미토로 귀향하여 며칠 후 다시 교토를 목표로 출발하였는데, 이번에도 바쿠후의 검문검속이 삼엄하여, 노토 국(能登国)의 혼슈지(本住寺)에 잠복한 뒤, 에치고 국(越後国) 사도 섬(佐渡島), 엣추 국(越中国)을 거쳐  에치고의 니가타(新潟)에서 마침 그곳에 있던 미토 번사 고토 데쓰노스케(後藤哲之介)는 히로키를 도와 여비를 마련해 히로키를 도망치게 보냈다. 분큐 원년(1861년) 고토는 바쿠후 관리에게 체포되었고, 소지품에서 히로키의 도장이 발견되었는데, 취조할 때에 고토는 자신이 히로키 마쓰노스케라고 공술하였기 때문에 분큐 2년(1862년) 5월에 에도로 보내져서 덴마 정의 감옥에 갇혔다. 그러나 히로키 마쓰노스케의 이름을 댔던 고토는 심문할 사이도 없이 단식하여 분큐 2년(1863년) 9월 13일에 숨을 거두었다. 한편 히로키 마쓰노스케는 사가미 국(相模国)의 가마쿠라(鎌倉) ・ 소쿄지(上行寺)로 가서 머리를 깎았는데, 습격 3년째 되던 날인 분큐 2년(1862년) 3월 3일 소쿄지 묘지에서 할복하였다. 또한 히로키가 나오스케의 목을 미토로 가지고 돌아왔다, 라는 전승도 있다.

### 히코네 번
습격으로 번주 나오스케 이외에 여덟 명이 사망하고(즉사자 네 명에 중상을 입고 며칠만에 사망한 자가 네 명이었다) 그밖에 다섯 명이 중경상을 입었다. 히코네 번저에서는 당장 미토 번에 복수해야 한다는 목소리도 나왔지만, 가로인 오카모토 한스케(岡本半介)가 나서서 그들을 질책하며 저지하였다. 사망자들의 집에는 후계 상속이 인정되었지만 사건 2년 뒤인 분큐(文久) 2년(1862년) 나오스케의 호위에 실패하여 집안의 이름을 더럽혔다는 이유로 생존자들에 대한 처분이 내려졌다. 구사카리 구와고로(草刈鍬五郎) 등 중상자들은 감지(減知)에 더해 히코네 번령이었던 시모쓰케 국(下野国)의 사노(佐野, 도치기 현 사노 시)로 유배되어 양옥(揚屋, 감옥)에 유폐되었다. 경상자들은 전원이 할복을 명받았는데, 책임이 없는 사졸들은 전원이 참수 내지 가명 단절 처분이 떨어졌다. 다만 처분은 본인에 한정되었고 그 친족들까지는 연좌되지 않았으며, 에도 정부(定府)의 가신으로써의 국허(国許)가 억제되게 되었다.
이이 집안의 보다이지(菩提寺)인 도쿄 도(東京都) 세타가야 구(世田谷区)의 사찰 호토쿠지(豪徳寺)에는 사쿠라다문 밖의 변으로 사망한 여덟 명의 위령비가, 나오스케의 묘 뒤편 오른쪽에 바싹 붙은 듯이 세워져 있다.

## 영향
이이 다이로가 시도했던, 바쿠후의 정치를 세력있는 번과의 협조체제에서 각 번의 주도형으로 회귀시킴으로써 조정의 정치화를 저지하려던 노선이 파탄나고, 바쿠후의 권위도 실추되어 막말의 존왕양이 운동이 격화되는 계기가 되었다. 또한, 기오이자카의 변에 이르기까지의, 실력 행사와 무력에 의한 전란의 시대가 막을 내리는 것이 되었다.
덧붙여, 1864년에 덴구토의 난이 일어나자, 히코네 번의 무사들은 '나오스케 공의 복수를 하자'고 전의를 고양시켜, 나카센도를 봉쇄하여 쓰쿠바 산에서 교토로 향한, 미토번 무사를 추격하려 했다. 하는 수 없이 덴구토는 미노에서 히다를 지나 에치젠으로 들어가, 쓰루가에서 항복했다. 다케다 고운사이 등 미토 낭인 무사 352인은 여기서 처형당했다. 또한, 히코네번 무사가 미토 낭인 무사를 처형한 형장은 라이코 사였다.
로주(老中) ・ 아베 마사히로(阿部正弘)나 도쿠가와 나리아키(徳川斉昭), 시마즈 나리아키라 등이 주도했던 웅번 협조체제를 부정하고, 막각 절대주의를 반대파에 대한 숙청을 통해 유지하면서 교토 조정의 정치 개입을 저지하고자 했던 이이 나오스케의 전제정책 노선은 나오스케 자신의 죽음으로 결정적으로 끝장이 났다. 뿐만 아니라 고산케(御三家)의 하나였던 미토 도쿠가와 씨(水戸徳川家)와 후다이 다이묘(譜代大名)의 필두였던 이이 집안이 반목하며 오랫동안 지속되어 오던 막부의 권위도 크게 실추되었고, 분큐 이후 존왕양이 운동이 격화되는 단초가 되었다. 그로부터 7년 7개월 뒤인 게이오(慶応) 3년(1867년) 10월 14일(11월 9일) 제15대 쇼군 ・ 도쿠가와 요시노부에 의한 대정봉환(大政奉還)이 이루어지고, 이듬해에는 에도 개성(開城)이 이루어져 급전직하로 이루어지게 되는 메이지 유신의 직접적 계기가 되는 기점이 이 사쿠라다문밖의 변이었다.
습격 뒤의 현장에는 뒤이어 다이묘들의 가마가 잇달아 지나가면서, 눈위에 선혈로 얼룩진 현장이 많은 사람들에게 목격되고 있었고, 다이로가 암살되었다는 사실은 곧바로 에도 장안에 알려졌다. 이미 사태가 종료되었음에도 불구하고, 날씨가 회복된 당일 오후부터 저녁까지 구경꾼들이 사쿠라다 문 부근의 진창길에 몰려와 무리를 이루었다. 나오스케가 휘두르던 강한 권세, 그리고 그가 습격당하던 때의 히코네 번 번사들의 낭패해 꽁무니를 빼던 모습들이 크게 대비되는 것이었다. 에도 사람들은 나오스케 자신의 관직인 '가몬노카미'(일본어: 掃部頭)에 빗대어 "좋은 오리를 그물로 안 잡고 가마로 잡았냐"(いい鴨を網でとらずに駕籠でとり) 등으로 비꼬았다고 한다. 또한 목이 베여 죽은 사람을 아직 살아 있고 와병 중이라고 발표한 것을 두고 "평소에 하도 검약하게 사셔서 베개도 벨 수 없는 중병 환자시라던데"(倹約で枕いらずの御病人), "유언을 남길 때도 엉덩이로 남겨야 하는 중병이라지"(遺言は尻でなさるや御大病)라고 하는가 하면, 막부에서 고려인삼을 나오스케에게 '병문안 선물'이라고 보낸 것을 두고 "뭐 그 인삼에다 (잘린) 목을 붙이라 이건가"(人参で首をつげとの御沙汰かな) 등의 센류(川柳, 풍자시)도 나돌았다. 사건 직후의 시중 상황을 묘사한 쵸보레(ちょぼくれ)나 아보다라쿄(あほだら経)도 채집되어 전해지고 있다.

## 여파
당시의 공식기록으로는 “이이 나오스케는 갑작스럽게 병을 앓아, 잠시동안의 투병으로 급히 상속원을 제출하였고 서류를 수리하던 중 병사하였다.” 라고 되어있다. 이것은 이이가의 단절과, 그것에 의한 미토번에게로의 원한이라고 하는 전란의 격화를 막기 위한 막부에 의한 파격적인 배려였다. 이이가의 보다이 사・고토쿠 사에 있는 묘비에 사망일이 ‘3월 28일’이라고 조각되어있는 것은 그 때문이다. 나오스케의 죽음을 은닉하기 위해, 생존을 가장해 나오스케의 이름으로 사쿠라다문 밖에서 부상을 입은 손가락이 막부에 제출되어, 쇼군가에서는 나오스케한테 보내는 병문안 선물이 번 저택에 도착했었다고 한다. 이것에 의해 많은 다이묘에게서 차례차례로 병문안의 사자가 방문했지만, 그 중에는 당사자 중 하나인 미토번에서 온 사람도 있어, 히코네번 무사들의 증오에 가득찬 시선 속에서 접대를 받았다라고 전해진다. 이이가의 떨어져 있는 영토였던 세타가야 령의 대리를 맡은 오바가의 기록에 의하면 표면상으로 투병중인 나오스케를 위해 오바가에서는 가족이 병이 낫기를 기원했다고 한다. 하지만, 습격한 뒤의 현장에서는 오와리 도쿠가와가 등의 후속의 다이묘 가마가 계속해서 지나가 선혈이 묻은 눈은 많은 사람들에게 목격되어 다이로 암살은 순식간에 에도 시중에 널리 퍼졌다.
1862년에 병사를 거느리고 상경한 시마즈 히사미쓰는, 칙사 오하라 시게토미를 추대하여 막부 정치의 쇄신을 요구하였고, 막부는 마쓰다이라 슌가쿠의 주도로 이이 나오스케의 청산을 도모했다. 그 결과, 나오스케의 측근이었던 로주 안도 노부마사를 불러 구제 히로치카를 파면하는 동시에, 나오스케의 실정을 이유로 교토수호직을 이이가로부터 박탈하여, 마쓰다이라 가타모리를 교토수호직에 임명했다. 또한 녹봉도 35만석에서 25만석으로 줄어들었다. 히코네번에서는, 나오스케의 심복이었던 나가노 슈젠이나 우쓰기 로쿠노죠를 참수, 방치하였지만 감봉은 면해지지 않았다.

## 같이 보기
- 사카시타문 밖의 변

### 내용주
1. ↑  중국(청)에서는 이미 아편전쟁(阿片戦争)이 1840년부터 2년 뒤까지 벌어져 구미 열강과 불평등조약을 체결했다.
2. ↑  요시노부는 나리아키의 일곱째 아들로 고산쿄(御三卿) 히토쓰바시 가(一橋家)에 양자로 들어가 그 당주가 되어 있었다. 요시노부 자신은 쇼군가를 세습하는 것을 별로 달가워하지 않았던지 "힘들고 또 귀찮은 일이니, 천하를 얻고 실패하는 것보다 얻지 않는 쪽이 크게 이기는 것입니다"(骨が折れるので、天下を取ってから失敗するよりは取らないほうが大きく勝っている)라는 내용의 편지를 아버지 나리아키에게 보낸 적도 있다(도쿠가와 뮤지엄 소장). 도쿠가와 요시노부 항목 참조.
3. ↑  병약했던 이에사다에게는 또한 지적 장애가 있었다는 설도 있는데, 마쓰다이라 슌가쿠가 이에사다를 혹평한 것에 대해 이이 나오스케는 "세상의 풍설과는 달리 (쇼군께서는) 매우 총명하시다"(世上の風説と違い、中々御聡明に渉らせられ候)라고 해서, 그가 쇼군 계사문제의 발단을 일으켰기에 '암우하다'는 평을 듣게 되었다는 설도 있다.[1]
4. ↑  간파쿠를 사임시키는 경우에는 바쿠후의 동의를 구할 필요가 있었는데, 이러한 에도 시대의 간파쿠직 임명은 금중병공가제법도(禁中並公家諸法度)에 의한 것이었다.
5. ↑  일본 지바 현(千葉県) 마쓰도 시(松戸市) 고가네(小金) 소재.
6. ↑  이바라키 정(茨城町) 나가오카(長岡)이다.
7. ↑  그뒤 사쿠라다문 밖의 변이 일어나 이이 나오스케가 죽고, 무오밀칙은 미토 번 영내에 그대로 남아 있게 되었다.
8. ↑  훗날 이 약속을 믿고 상경했던 미토 낭사들은 고립되는 지경에 처하게 되었다. 더욱이 사건 이후 미토의 낭사 세키 데쓰노스케(関鉄之助)가 사쓰마 번에 입번하고자 하였으나 사쓰마 번은 이를 거부하였고, 사쓰마 번 세이츄구미의 일부는 이에 일시 반발했다.
9. ↑  이들 미토 번사들의 단독 결행에 대한 생각은 『참간취의서』(斬奸趣意書)에도 보인다.
10. ↑  일본 이바라키 현(茨城県) 미토 시(水戸市) 곤야 정이다.
11. ↑  이들 몇 명은 나중에 에도에 나가서 이이 나오스케 습격에 가담하게 되었는데, 마침 도로 사정이 좋지 않은 것도 있어서 에도에 온 사람은 소수였다고 한다.[8]
12. ↑  안도 노부유키 즉 안도 노부마사는 이이 나오스케의 측근으로 안세이 대옥에서도 일익을 맡아 활동했기에 당시 양이지사들 사이에서는 간적(奸賊)으로 간주되고 있었다. 안도는 미토 번사들로부터 훗날 사카시타 문 밖의 변(坂下門外の変)으로 습격을 당했다.
13. ↑  다카마쓰 마쓰다이라 가(高松松平家)는 히코네 이이 가(彦根井伊家)와 함께 에도 성의 다마리노마즈메 다이묘로써 요리타네는 나오스케와는 사상적으로 친교가 있기도 했기에 조약 조인 문제나 쇼군 계사 문제에서는 모두 난키파를 지지했다. 한편으로 다카마쓰 마쓰다이라 가는 미토 도쿠가와 가(水戸徳川家)의 형제뻘 집안(御連枝)으로 여기에 더해서 다카마쓰 번의 전임 번주 마쓰다이라 요리히로(松平頼恕)는 미토 번주 나리아키에게는 이복 형이었으며, 요리타네의 양사자(養嗣子) 요리토시(頼聰)는 요리히로의 친아들이었다. 요리토시는 이이 나오스케의 딸 야치요(弥千代)와 결혼해서 미토 번사들의 불평을 사고 있었다. 한편 안세이 대옥 때에는 요리타네는 본가(미토 가)를 제대로 감독하지 못했다는 견책을 들어야 했다.
14. ↑  다만 앞에서 서술한 대로 사쓰마 번에 의한 교토에서의 '의거' 계획은 파탄이 난 상태였다.
15. ↑  일본 도쿄의 헌법기념관 부근에 위치하고 있었다.
16. ↑  일본 경시청(警視庁) 부근이다.
17. ↑  이 18명에 미토 번사 하타 야헤이(畑弥平)를 포함해서 19명이다. 다만 일설에는 가네코, 아리무라, 마시코는 결석했었다고도 한다.[12]
18. ↑  일본 도쿄 도(東京都) 시나가와 구(品川区) 기타시나가와(北品川) 소재.
19. ↑  습격에 가담했던 가이고의 회고에 따르면 눈이 일찍 그쳤고, 메이지 시대(明治時代)의 그림 이야기(絵草紙) 같은 데에서 묘사된 것과 같은 큰 눈은 없었다고 전하고 있다.[11]
20. ↑  18명 외에 미토 탈번 낭사 하타 야헤이도 수행했다. 하타는 시나가와의 여관에서 대기하고 있던 미토 번사 가네코 마고지로와 구니모토(国許) 미토 번청에 현장의 모습을 사변 후에 보도하게 된다.[14]
21. ↑  가미야시키는 에도 시대에 지위 높은 무사, 특히 다이묘나 하타모토(旗本) 등이 평상시에 사는 집을 가리킨다. 이이 나오스케의 가미야시키는 일본 도쿄 헌정기념관 ・ 국회 앞뜰(북쪽 뜰) 부근에 있었다.
22. ↑  사건 당일 아침에 바쿠후의 로주 와키자카 야스오리(脇坂安宅)가 특별히 나오스케의 저택까지 찾아와서 경고를 했다고 한다.[17]
23. ↑  일본의 만화가 미나모토 타로(みなもと太郎)가 『풍운아들 -막부 말기편-』(風雲児たち 幕末篇)에서 지적하고 있듯이 「칼자루에 씌운 주머니를 뺀다」(刀の柄袋を外させる)느니 「문 앞에 망꾼을 세운다」(門前に見張りを立てる)느니 하는 것은 비판받지 않는다는 범위 안에서 가능한 일이고, 요컨대 이이 나오스케는 자신의 경호를 진심으로 하지는 않았다고 여겨진다. 한편 나오스케 자신이 이미 생전에 자신의 사후 계명(戒名)을 생각하고 있는[18] 등 나오스케 자신은 이미 어느 정도 자신의 죽음을 각오하고 있었을 가능성도 있다.
24. ↑  도쿄 사쿠라다몬 교차점(現在の桜田門交差点)이다.
25. ↑  이때 사용된 권총은, 페리 함대가 두 번째로 내항(1854년)했을 때 바쿠후에 증정한 최신형 콜트M1851를, 미토 번주 나리아키가 입수하여 번 내에서 모방 제조한 것이었다. 사건에 가담한 18인의 가운데 한 명인 스기야마 야이치로는 철포 제조 장인으로 그 모방 제조 기술과 깊이 관련되어 있었던 것에 대해서 현대 일본 학계의 연구 결과가 기대되고 있다. 미토 낭사 대부분은 습격 당시 이 권총을 지니고 있었다. 2010년 1월 16일자 보도에 따르면 실제로 이걸 발포했었는지는 확실히 알 수 없지만 해당 권총의 실물이 발견되었을 때 거기에는 고도의 강선이 새겨져 있었다. 일본이 패망한 뒤 무장 해제 정책에 따라 GHQ에 몰수된 뒤에 미국에 건너갔고, 나중에 일본으로 돌아왔다.
26. ↑  이이 집안의 나카마(中間)가 후에 이야기한 바에 따르면 그 나카마는 히코네 번의 다이묘 행렬 60명의 가마 후방에서 말을 끌고 있었는데, "나리의 가마에 누군가가 칼을 빼들고 휘둘러서 몇 명이나 칼에 맞았다. 그 기세의 격렬하고 무서운 말들은 이루 말할 수 없다. 가마 안인지 밖인지는 몰라도 큰소리가 한번 나자 경호원은 사방팔방으로 휙 도망쳐, 서로 마주칠 사람도 없는 것처럼 보였다"(殿様の駕籠へ何者かが、刀を抜き数人斬りかかって、その勢いの烈しく怖ろしい事は言い様もない。駕籠の内か外かは分からないが大音声が一声して、警護の者は八方へさっと逃げ去って、抜き合う士もいないように見えた)라고 해서 말을 끌고 나오스케의 저택으로 돌아갔다고 한다.[22]
27. ↑  그때 나가이가 사용했던 칼이 그의 자손인 나가타 시게루(永田茂, 스즈키 간타로의 막내동생)에 의해 히코네 성 박물관(彦根城博物館)에 타로효에가 당시 입고 있었던 갑주 등과 함께 기증되었다. 여기에는 칼에 베인 상처가 다수 남아 있어 치열했던 전투 장면을 생생하게 보여 주고 있다. 히코네 성 박물관에는 가사이 주자에몬이 사용했던 이가 다 빠져 버린 칼도 함께 보존되어 있다.
28. ↑  미토 낭사 구로사와의 칼은 분투 끝에 칼날에 이가 다 빠져서 톱날 같은 꼴이 되었고, 그러한 기록은 구로사와가 자수한 뒤에 얻게 되었는데[24] 일본의 사학자 이와사키 히데시게(岩崎英重)는 구로사와가 먼저 총을 쏘았기 때문에 특히 히코네 번사들의 중심 표적이 되었고 그만큼 가장 치열하게 싸우게 되었던 것은 아닐까, 하고 지적하고 있다.[25]
29. ↑  일련의 사건의 경과며 그 시각적으로 극명한 모습은 가노 호가이(狩野芳崖)의 작품으로 전하는 『사쿠라다 사변 에마키』(桜田事変絵巻, 히코네 성 박물관 소장)에 그려져 있다.
30. ↑  2014년 시점에서 일본 경시청 부근이다.
31. ↑  법도상 에도 성문 바로 옆을 피로 물들게 할 수 없었던 데다 에도 성으로 들어가기 위해 통과를 기다리는 다른 다이묘들도 있었기 때문이다.
32. ↑  일본의 사회주의 여성 평론가였던 야마카와 기쿠에(山川菊栄)는 이러한 엔도 집안의 빈정대는 듯한 처사를 평소부터 아니꼽던 '그 잘나신 후다이 다이묘(譜代大名)의 필두 25만 석 다이로'께서 백주대낮에 에도의 노상에서 목이 잘린 추태에 신물이 났고, 그렇게 함으로써 하타모토(旗本) 8만 기의 긍지를 보전할 생각이었으리라, 라고 평하고 있다.[28]
33. ↑  이 시점에서는 공식적으로는 '이이 나오스케는 부상을 입어 치료 중이고 또한 아직 살아 있다'라는 것으로 되었고, 나오스케의 목을 넘겨 주었다가는 '나오스케는 이미 죽었다'는 것으로 되어 버리기 때문이었다.
34. ↑  와다쿠라보리(和田倉濠) 즉 와다쿠라 분수기념관(和田倉噴水記念公園) 인근이다.
35. ↑  지금의 고쿄(皇居), 즉 옛 에도 성(江戸城) 오테몬(大手門) 교차점 인근이다.</ref
36. ↑  도쿄 도 지요다 구(千代田区) 마루노우치(丸の内) 2초메(丁目)、마루노우치 2초메 빌딩 부근이다.
37. ↑  오다 집안에서 훗날 신고한 것을 보면 야마구치는 "왼쪽 뒤통수 부분이 베여서 왼팔도 끊어지고, 팔뚝도 떨어져, 그밖에도 몇 군데의 상처가 있었다"(左の後ろから首が落ちかかり、左腕も切れかかり、二の腕も落ちかかり、そのほか数か所の傷)고 한다.[30]
38. ↑  이이 나오스케의 관직을 합치면 '이이 가몬노카미'가 되는데, '이이'는 일본어로 '좋다'는 뜻이고 여기에 '오리'를 뜻하는 일본어 '가모'를 합쳐서 '좋은 오리'(이이카모)라고 한 것이다.